# 謝爾吉伊夫卡 (柳巴希夫卡區)
47°46′15″N 30°20′8″E / 47.77083°N 30.33556°E
塞爾希伊夫卡（烏克蘭語：Сергіївка）是位於烏克蘭西南部的村莊，由敖德萨州波季利斯克区的柳巴希夫卡市鎮負責管轄。該村始建於1821年，面積0.68平方公里，海拔高度167米，2001年人口206，人口密度每平方公里301.17人。